# Oistodella
Genre
Oistodella est un genre de conodontes de l'ordre des Prioniodontida et de la famille des Acodontidae. 

## Espèces
- †Oistodella pulchra Bradshaw, 1969